# Puerto de Navafría
El puerto de Navafría es un paso de montaña situado en la sierra de Guadarrama (perteneciente al Sistema Central) y en el límite entre la Comunidad de Madrid y la provincia de Segovia (España). Por él pasa una carretera regional que comunica el municipio de Lozoya (Comunidad de Madrid) con el de Navafría (provincia de Segovia). La vertiente norte de la carretera transcurre por el término municipal de Aldealengua de Pedraza. Este puerto de montaña tiene una altura de 1773 m s. n. m. y desde él salen varios caminos que conducen al entorno del pico de El Nevero. El puerto de Navafría es el único que comunica directamente el valle del Lozoya con la provincia de Segovia y el único situado enteramente en los montes Carpetanos. En este puerto está el centro de esquí nórdico Navafría.

## Vertiente sur

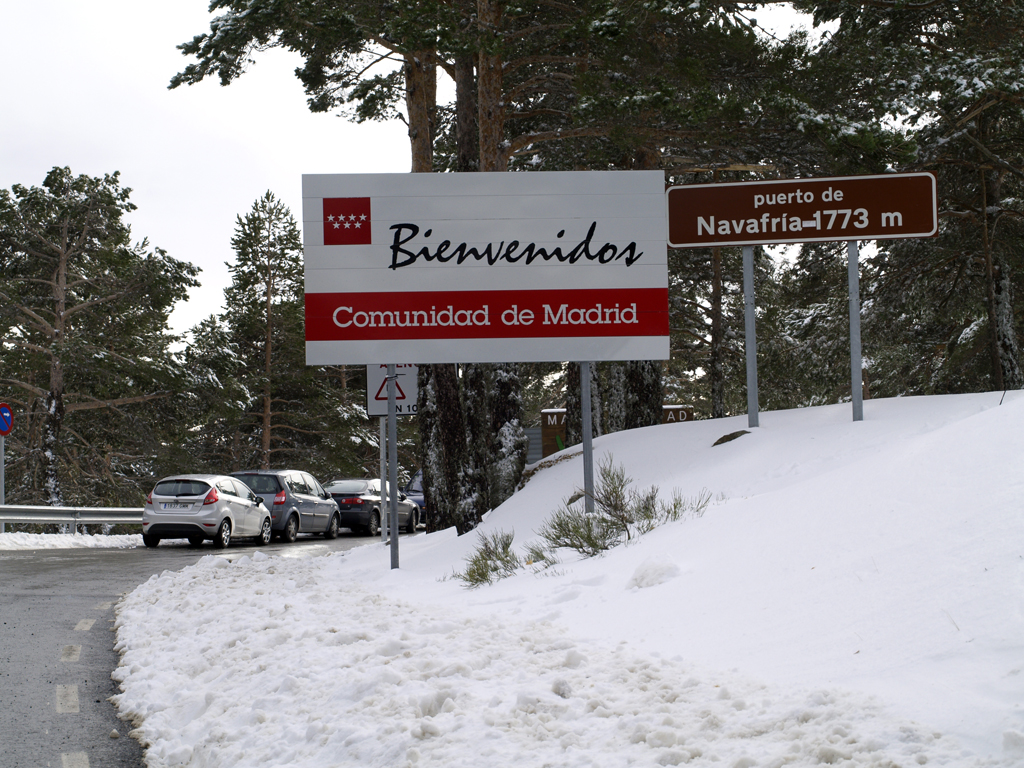
Puerto de Navafría con nieve

La carretera de subida al puerto parte del pueblo de Lozoya en dirección a la Urbanización Las Cuestas. Junto a las últimas casas se divisan la ermita de la Fuensanta y un par de cascadas en las laderas 
- Camino del Pinar: en el kilómetro 5 enlaza con el Camino de la Paloma atravesando zonas de helechos y pinos.

- Camino de Pinilla: en el kilómetro 9 esta pista lleva al término municipal de Pinilla.

## Vertiente norte
El recorrido de la parte norte del puerto discurre en su mayor parte por el pinar de Navafría, siendo su hito principal la fuente de la teja (o caño Ortiz) en el kilómetro 4 desde el pueblo de Navafría. Los desvíos en su itinerario son:
- Camino de las Majarganillas: a esta pista se accede desde el kilómetro 2 del puerto y lleva a la cima del puerto por un recorrido alternativo. En su recorrido se pasa por una antigua piscifactoría y por el campamento juvenil de las Majarneguillas. Un desvío al principio de la pista lleva a la presa de Navafría.

- Camino del Chorro: a pocos metros del pueblo de Navafría, por la carretera del puerto esta pista asfaltada lleva al Área Recreativa del Chorro, que cuenta con un conjunto de piscinas naturales, un bar y una zona de barbacoas. En las inmediaciones se sitúa el Área Multiaventura De Pino a Pino. Desde el área recreativa, un sendero permite acercarse a la cascada de El Chorro. Continuando, en cambio, por la pista se llega a las praderas del pico Romalo Pelado.

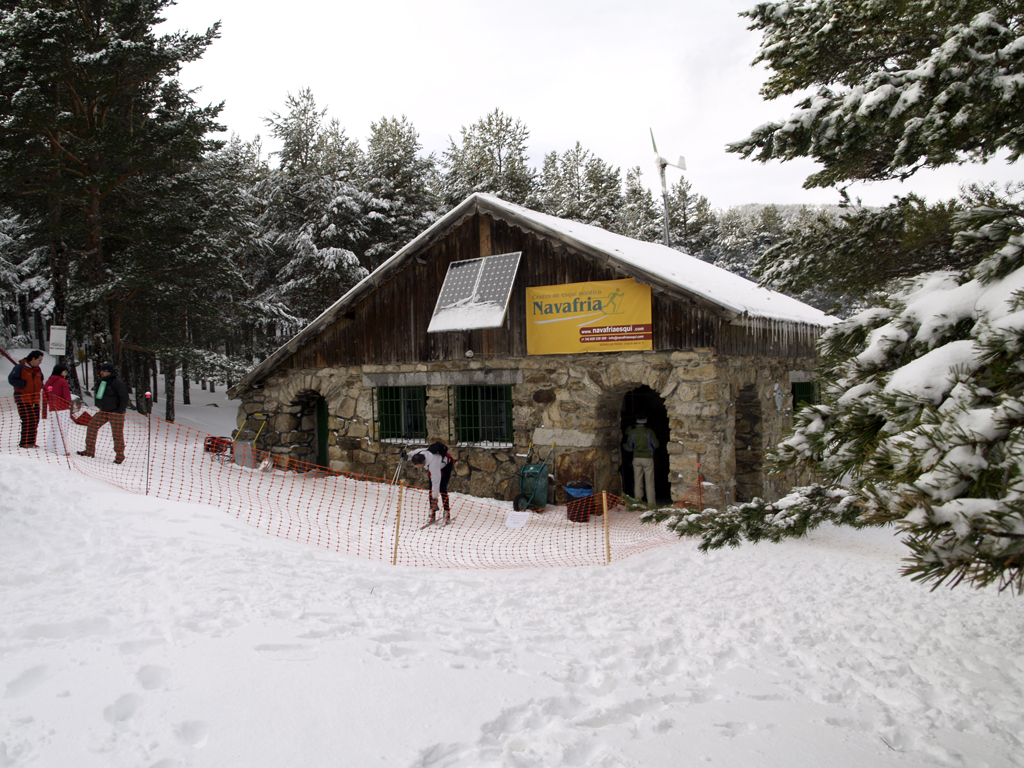
Centro de esquí nórdico Navafría

- Camino del Nevero: esta pista sale a pocos metros de la cima y se dirige al Mirador del Guarda, que se encuentra a unos tres kilómetros de distancia. Una vez allí se divide en varios ramales dirigiéndose dos de ellos al Pico del Nevero y otro al refugio de Regajohondo donde vuelve a dividirse. Uno de los desvíos conecta en unos kilómetros con la pista del Chorro, mientras que el otro también se dirige al Pico del Nevero situado en el término municipal de Torre Val de San Pedro. Esta pista forestal es utilizada en invierno como pista de eskí nórdico por el Centro de esquí nórdico Navafría.

Además de la pistas anteriores, en la cima del puerto comienzan dos cortafuegos que se dirigen a los picos que separa el collado.
- El cortafuego del lado este se dirige al Reajo Capón, donde se convierte en camino que continúa hasta Somosierra.
- El cortafuego del lado oeste lleva al Pico del Nevero, donde también continúa a modo de camino hasta el puerto de Los Neveros, en el término de Rascafría.